# PBS 키즈
PBS 키즈는 미국에서 대부분의 어린이 프로그램 브랜드이다.

## 프로그램
- 내 친구 아서
- 사이버체이스
- 네이쳐 캣
- 대니얼 타이거
- 와일드 크래츠
- 원숭이 조지
- 페기+캣의 숫자놀이
- 워드걸
- 워드 월드
- 우주탐험가 젯
- 강아지 클리포드
- 꼬마 과학자 시드
- 히어로 에레멘타리
- 렛츠 고 루나!
- 데날리의 몰리